# Yamaha XJ 900
Die Modellserie Yamaha XJ 900 bezeichnet zwischen 1983 und 2003 gebaute Motorräder des japanischen Motorradherstellers Yamaha.

## Modellentwicklung
Als erstes Modell der Serie kam 1983 die XJ 900 F zusammen mit der XJ 750 auf den Markt und bildete als hubraumgrößtes Modell den oberen Abschluss der erfolgreichen XJ-Baureihe. Das Fahrzeug baute direkt auf der Technik der Yamaha XJ 650 auf und wurde ebenso zunächst als Sportler beworben. Das Modell erwarb sich auf Grund seiner Zuverlässigkeit und der Alltagstauglichkeit einen Ruf als Tourenmotorrad mit sportlichem Touch. Verkauft wurden in Deutschland 14.240 Einheiten. Nachfolger wurde die Yamaha XJ 900 Diversion.
Es gab die XJ 900 bei ihrer Premiere in 1983 nur mit einer lenkerfesten Verkleidung.
Diese an der Vorderradgabel befestigte Lenkerverkleidung der XJ 900 F verursachte anfangs Fahrwerksprobleme und wurde auf Garantie mit Halterungen zur Befestigung am Rahmen nachgerüstet.
Danach, ab 1984, folgte die zweite Variante mit rahmenfester Lenkerverkleidung und Bugspoiler, als XJ 900 F.
In 1985 erschien die XJ 900 N – ein Naked Bike ohne Verkleidung- als dritte Variante ausschließlich für den deutschen Markt.
Gemeinsam bei allen Varianten war der zwei Mal umgelenkte Kardanantrieb, bedingt durch den quer eingebauten Motor. Ebenso blieb die Reifendimension über die gesamte Bauzeit unverändert: 100/90 V 18 (vorne), 120/90 V 18 (hinten).
Die erste Version 1983 hatte einen 97 PS starkem 853-cm³-Motor, Lenkerverkleidung und Anti-Dive. Preis 9458 DM. 1984 erhielt sie eine rahmenfeste Halbschale sowie ein kombiniertes Lenker-/Zündschloss. Die XJ 900 N kam 1985 ohne Verkleidung und Anti-Dive, N- und F-Version erhielten einen verbesserten Motor (891 cm³, 98 PS). 1986 Einstellung der XJ 900 N, F-Modell nun ohne Anti-Dive und Ausgleichsbehälter der Federbeine. Das Modelljahr 1987 bekam die besseren (geschlitzten) Scheibenbremsen der XJ 600. 1991 Reduzierung auf 92 PS wegen Geräuschvorschriften.

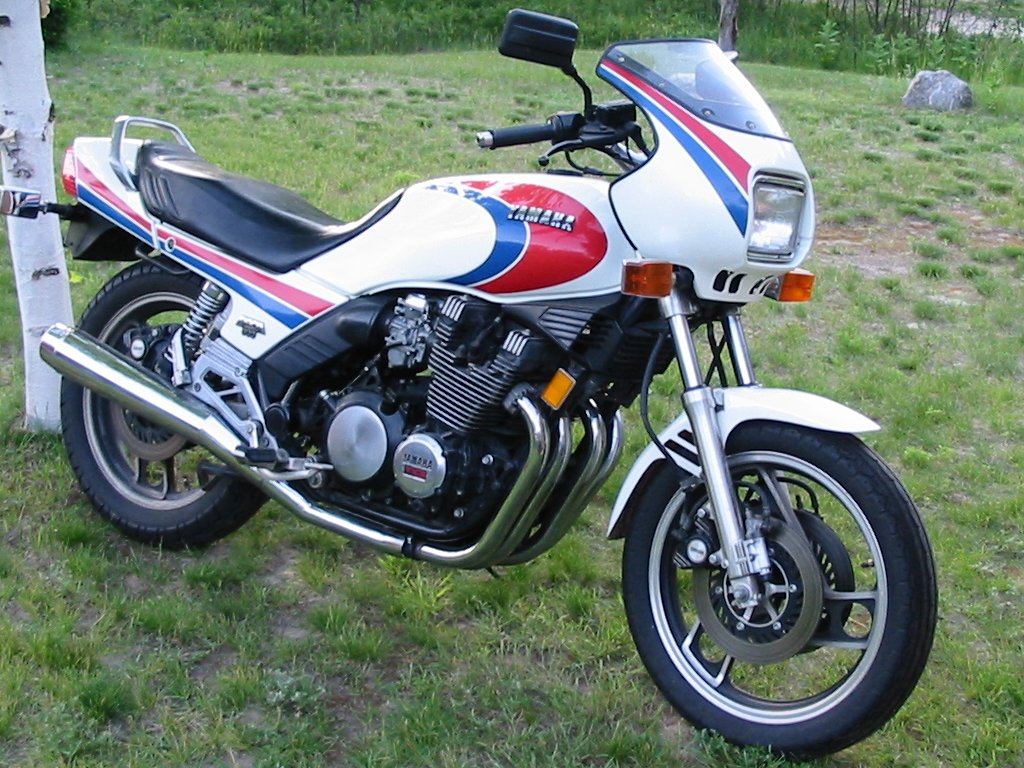
Yamaha XJ900, 1. Version, von 1983
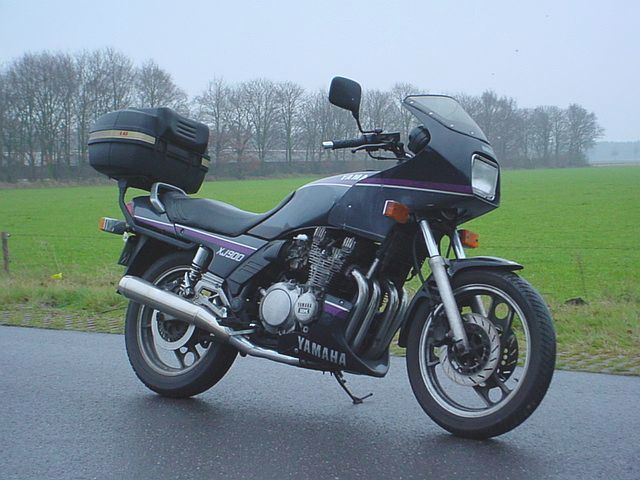
Yamaha XJ 900 F, von 1984
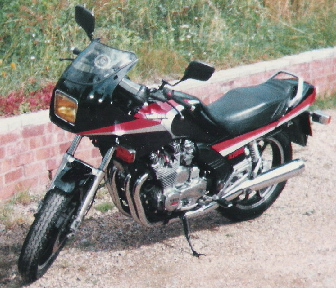
Yamaha XJ 900 31A
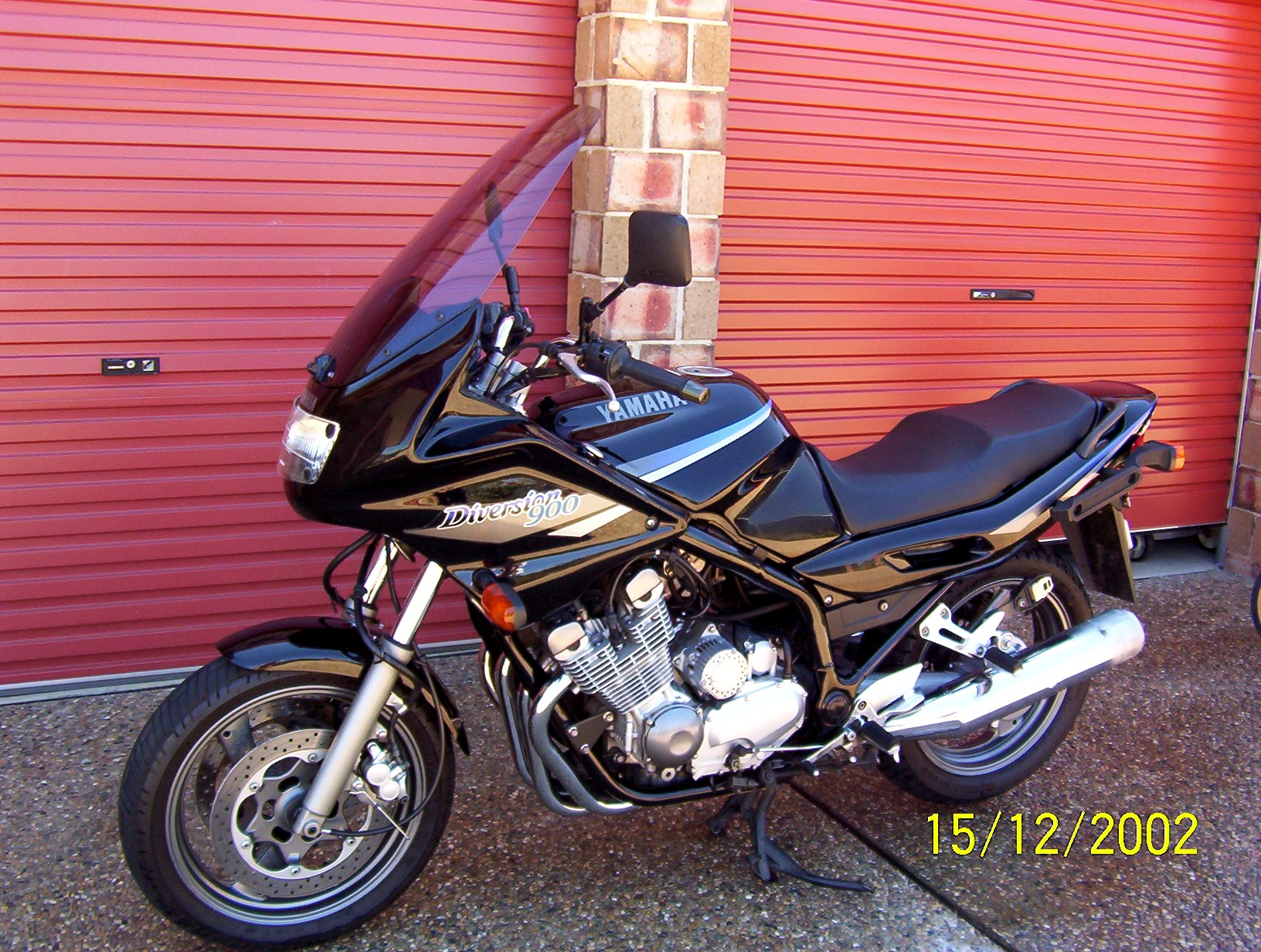
Yamaha XJ 900 Diversion, vom 1995

## Technische Daten im Vergleich
|                       | XJ 900 F                                                                  | XJ 900 N / XJ 900 F                                                       | XJ 900 F                                                                  | XJ 900 S Diversion                                                 |
| --------------------- | ------------------------------------------------------------------------- | ------------------------------------------------------------------------- | ------------------------------------------------------------------------- | ------------------------------------------------------------------ |
| Typ                   | 31A                                                                       | 58L                                                                       | 4BB                                                                       | 4KM                                                                |
| Baujahre              | 1983–1984                                                                 | 1985–1990; 1985/86 auch als XJ 900 N                                      | 1991–1994                                                                 | 1994–2003                                                          |
| Motor                 | quer eingebauter Vierzylinder-Viertakt-Reihenmotor (YICS), Elektrostarter | quer eingebauter Vierzylinder-Viertakt-Reihenmotor (YICS), Elektrostarter | quer eingebauter Vierzylinder-Viertakt-Reihenmotor (YICS), Elektrostarter | quer eingebauter Vierzylinder-Viertakt-Reihenmotor, Elektrostarter |
| Bohrung × Hub         | 67 × 60,5 mm                                                              | 68,5 × 60,5 mm                                                            |                                                                           |                                                                    |
| Hubraum               | 853 cm³                                                                   | 891 cm³                                                                   | 891 cm³                                                                   | 892 cm³                                                            |
| Nennleistung          | 71 kW (96,5 PS) bei 9000/min                                              | 72 kW (97,9 PS) bei 9000/min                                              | 68 kW (92,5 PS) bei 9000/min                                              | 66 kW (89,7 PS) bei 8250/min                                       |
| max. Drehmoment       | 8,2 kpm (80 Nm) bei 7500/min                                              | 8,3 kpm (81 Nm) bei 7000/min                                              | 7,6 kpm (75 Nm) bei 7000/min                                              | 8,6 kpm (84 Nm) bei 7000/min                                       |
| Getriebe              | 5-Gang-Getriebe                                                           | 5-Gang-Getriebe                                                           | 5-Gang-Getriebe                                                           | 5-Gang-Getriebe                                                    |
| Endantrieb            | Kardan                                                                    | Kardan                                                                    | Kardan                                                                    | Kardan                                                             |
| Maße (L × B × H)      | 2215 × 735 × ? mm                                                         | 2215 × 735 × ? mm                                                         | 2215 × 735 × ? mm                                                         | 2230 × 735 × ? mm                                                  |
| Radstand              | 1480 mm                                                                   | 1480 mm                                                                   | 1480 mm                                                                   | 1505 mm                                                            |
| Sitzhöhe              | 790 mm                                                                    | 790 mm                                                                    | 790 mm                                                                    | 790 mm                                                             |
| Mindestbodenfreiheit  | 145 mm                                                                    | 145 mm                                                                    | 145 mm                                                                    |                                                                    |
| Wendekreisradius      | 2900 mm                                                                   | 2900 mm                                                                   | 2900 mm                                                                   |                                                                    |
| Bereifung vorn        | 100/90 V 18                                                               | 100/90 V 18                                                               | 100/90 V 18                                                               | 100/90 V 18                                                        |
| Bereifung hinten      | 120/90 V 18                                                               | 120/90 V 18                                                               | 120/90 V 18                                                               | 120/90 V 18                                                        |
| Leergewicht           | 248 kg                                                                    | 248; XJ 900 N: 242 kg                                                     | 242 kg                                                                    | 276 kg                                                             |
| zul. Gesamtgewicht    | 436 kg                                                                    | 436 kg                                                                    | 436 kg                                                                    | 470 kg                                                             |
| Kraftstoff            | Normalbenzin                                                              | Normalbenzin                                                              | Normalbenzin                                                              | Normalbenzin                                                       |
| Tankinhalt            | 22 (Reserve: 5 l)                                                         | 22 l                                                                      | 22 l                                                                      | 24 l                                                               |
| Höchstgeschwindigkeit | 220 km/h                                                                  | 221 km/h; XJ 900 N: 215 km/h                                              | 215                                                                       | 209                                                                |

Quelle: orig. Yamaha BDA/Handbuch